# Big Bang ~JAM Project Best Collection V~
Big Bang ~JAM Project Best Collection V~ é a quinta coletânea "Best Collection" do JAM Project. Como de praxe, contém músicas que o grupo fez para animes, tokusatsu e jogos eletrônicos. Foi lançada em 4 de julho de 2007 pela Lantis e possui 13 faixas.

## Produção
Assim como na coletânea anterior, Olympia, foi tomada a decisão de criar uma música original. Neste caso, a faixa "Garimpeiro".

## Recepção
O álbum ficou 4 semanas no Oricon Albums Chart, chegando até a 39ª posição.

## Faixas
| N.º            | Título                               | Letras                     | Música                                   | Usada em                                          | Duração |  |
| 1.             | "Break Out"                          | Hironobu Kageyama          | H. Kageyama e Kenichi Sudo               | Super Robot Wars Original Generation: Divine Wars | 4:06    |  |
| 2.             | "STORMBRINGER"                       | H. Kageyama                | H. Kageyama e TRY FORCE                  | Kotetsu Shin Jeeg                                 | 3:57    |  |
| 3.             | "Name ~Kimi no Na Wa~"               | H. Kageyama                | H. Kageyama e K. Sudo                    | Muv-Luv Alternative                               | 4:11    |  |
| 4.             | "Salvage"                            | Masami Okui                | Monta e Daisuke Kikuta                   | Galaxy Angel II: Mugen Kairou no Kagi             | 4:36    |  |
| 5.             | "Divine Love"                        | M. Okui                    | M. Okui e Hideyuki Suzuki                | Saint Beast                                       | 3:53    |  |
| 6.             | "RISING FORCE"                       | M. Okui                    | H. Kageyama e D. Kikuta                  | Super Robot Wars Original Generation: Divine Wars | 4:02    |  |
| 7.             | "Dead or Alive"                      | H. Kageyama                | H. Kageyama e TRY FORCE                  | Kotetsu Shin Jeeg                                 | 4:06    |  |
| 8.             | "Emblem ~Na mo Naki Eiyuu-tachi he~" | H. Kageyama                | H. Kageyama e K. Sudo                    | Yomigaeru Sora - Rescue Wings                     | 4:30    |  |
| 9.             | "DRAGON STORM 2007"                  | Yatsuka Nakazawa           | Y. Nakazawa, TRY FORCE e Youhei Shiokawa | Dragon Gate                                       | 3:59    |  |
| 10.            | "Fight to the End ~Seisen~"          | M. Okui e Hiroshi Kitadani | Yohgo Kohno                              | Super Robot Wars Original Generation: Divine Wars | 5:04    |  |
| 11.            | "IN FATE"                            | M. Okui                    | H. Kitadani e Masanori Takumi            | Saint Beast                                       | 3:49    |  |
| 12.            | "The everlasting"                    | M. Okui                    | H. Kageayma e K. Sudo                    | Super Robot Wars Original Generation: Divine Wars | 4:24    |  |
| 13.            | "Garimpeiro"                         | H. Kageyama                | H. Kageyama e Y. Kohno                   |                                                   | 6:08    |  |
| Duração total: | Duração total:                       | Duração total:             | Duração total:                           | Duração total:                                    | 56:47   |  |

## Integrantes
Hironobu Kageyama
Masaaki Endoh
Rica Matsumoto
Hiroshi Kitadani
Yoshiki Fukuyama
Masami Okui
Ricardo Cruz